# Maria Uva
Maria Uva (Villeneuve (Luz-Saint-Sauveur), 1906 – Meldola, 7 ottobre 2003) è stata una patriota italiana.

## Biografia
Era nota col nomignolo di "l'animatrice di Said". Maria era nata in Francia a Villeneuve, presso Lourdes, nella famiglia De Luca, d'origine piemontese. Suo marito, Pasquale Uva, era nato invece in Egitto da genitori pugliesi. Avendo intrapreso corsi da soprano, Maria Uva accompagnava le navi dei coloni italiani che passavano nel Canale di Suez per la guerra d'Etiopia del 1935-36 con inni patriottici.
Ben presto la sua divenne una vera e propria organizzazione con la collaborazione del marito e del resto della comunità italiana in Egitto. La Uva e i "suoi" fornirono ai soldati italiani ogni genere di conforto sia economico che morale. Per questo la donna ebbe molto spesso problemi con la comunità inglese presente sul suolo e fu costretta a trasferirsi in Italia nel 1937.
Finita la guerra, Maria Uva si trovò in una profonda crisi finanziaria che però ebbe termine grazie all'aiuto di un diplomatico francese che aiutò il marito a trovare un nuovo lavoro.
Umberto II dall'esilio conferì a Maria Uva l'onorificenza di "Dama della Corona d'Italia". Maria Uva è morta all'età di 97 anni.

## Dicono di lei
Alfredo Cattabiani, Italiani  d'Egitto ricordatevi di Maria Uva, in Il Giornale, 10 dicembre 2000, [Sintonia].
"...quando passavano le navi italiane sul canale trasportando i soldati, lei partiva sulla Buick col marito alla guida e, sistemata sul tetto della macchina, cominciava a cantare per chilometri ai soldati che l'ascoltavano entusiasti e le rispondevano cantando. Ne nacque anche una canzonetta che diceva: "...quand'ecco di laggiù/ si leva un canto / è un canto che saluta il tricolor. Cantava Maria Uva i canti della sua terra/ portava a chi partiva per la guerra/ il bacio di una sorella".
Giulio Vignoli, Scritti politici clandestini (EGIG, 2000, ISBN 9788875458782): "Impresa che trova nella figura della giovane Maria Uva, l'Italiana d'Egitto che accompagna col suo canto le navi che attraversano il canale di Suez, la sua più viva rappresentazione" (p.31) .     
Igiaba Scego nel romanzo Adua (Giunti, 2015, ISBN 9788809792340):
"Quando Maria Uva spuntò dalla scogliera le urla in calore degli uomini sovrastarono le onde del mare. Un'ondata di virilità inespressa si impossessò delle paratie e ogni superficie si bagnò di desiderio. La voce di Maria Uva era stridula, acuta, quasi fastidiosa. Ma a quei soldatini lo spettacolo sembrò paradisiaco". (p.84)

## Opere
- Il libro di Maria Uva - L'animatrice di Porto Said - Giugno 1935-XIII Agosto 1936-XIV, Istituto Editoriale Cisalpino, 1937.